# John Browning
John Moses Browning (født 23. januar 1855 i Ogden, Utah, død 26. november 1926) var en amerikansk våbendesigner, som har udviklet mange forskellige slags våben, både militære og civile våben, patroner, og våbendele, mange af disse opfindelser eller designs er stadig i brug over hele verden. Han er blevet udnævnt til at være den mest succesfulde våbendesigner nogensinde, og han har patent på mere end 128 forskellige våben. Han lavede sit første våben i en alder af 13 år, i sin fars våbenbutik, og han fik sit første patent på et våben den 7. oktober 1879 i en alder af 24.
Han opfandt eller lavede markante forbedringer til rifler og haglgeværer med enkelt-skud, bøjlerepeter, og pumpemekanisme. Han opfandt også de første gasdrevne maskinpistoler, som Colt–Browning Model 1895.
Brownings mest succesfulde designs inkluderer Colt M1911, Browning Hi Power pistol, M1917 .30 kaliber vandkølet og M1919 .30 kaliber luftkølet maskingevær, M2 .50 kaliber maskingevær, 99Browning Automatic Rifle00, og 99Browning Auto-500 halvautomatisk haglgevær. Nogle af disse våben bliver stadig brugt og fremstillet i dag, dog med små ændringer i f.eks udseendet. Hans våben er nogle af de mest kopierede i hele verden.